# Reatância indutiva
A reatância indutiva é oposição à corrente alternada (CA) devida  à indutância de um circuito elétrico, circuito eletrônico ou bobina. É medida em ohms (Ω), designada pelo símbolo {\displaystyle X_{L}} e igual à indutância em henrys {\displaystyle (H)} multiplicada por 2 π vezes a freqüência em Hertz.
O indutor age de forma inversa ao capacitor, enquanto a corrente alternada CA flui livremente pelo circuito com capacitor, mas a corrente contínua CC é impedida de prosseguir. Já no indutor ocorre o inverso, a corrente contínua CC passa normalmente sem encontrar resistência. Em circuitos de corrente contínua CC, o indutor é considerado com resistência infinita ao ligarmos o circuito e com resistência nula depois de certo tempo. Já a corrente alternada CA encontra uma resistência gerada pelo campo magnético criado pelo indutor, entretanto essa resistência pode variar de acordo com a frequência da corrente alternada pois essa resistência (reatância indutiva) é diretamente proporcional á frequência (quanto maior a frequência da corrente, maior a reatância indutiva).
Quando X > 0 a reatância é ({\displaystyle X_{L}}) e o seu valor em ohms é dado por: 
{\displaystyle X_{L}=2\pi fL\,\!}
- {\displaystyle X_{L}}: reatância indutiva, dada em Ohms (Ω);
- {\displaystyle f}: frequência, em Hertz (Hz);
- {\displaystyle L} :indutância, em Henry (H);

Em um circuito formado por uma fonte CA e um indutor(fig.1), a resistência {\displaystyle R} (Ω) pode ser substituída pelo indutor {\displaystyle X_{L}(H)} na Lei de ohm

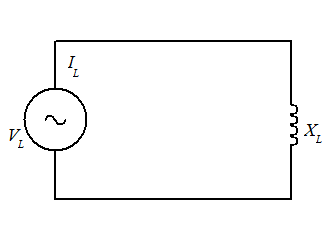
Circuito com indutor(fig. 1).

 para se calcular {\displaystyle I_{L}(A)} e {\displaystyle V_{L}(V)}.Portanto:
{\displaystyle V_{L}=X_{L}I_{L}}

{\displaystyle I_{L}={\frac {V_{L}}{X_{L}}}}

{\displaystyle X_{L}={\frac {V_{L}}{I_{L}}}}